# Sozialkonservatismus
Der Sozialkonservatismus geht historisch auf eine konservative Strömung des 19. und Anfang des 20. Jahrhunderts zurück, welche sich aus christlicher Perspektive der sozialen Frage widmete. Frühe Ansätze finden sich in den Überlegungen der Philosophen Franz von Baader und Adam Müller von Nitterdorf. Ersterer prägte den Begriff Proletarier. Zu den Vertretern des Sozialkonservatismus zählen Adolph Kolping, der Bischof Wilhelm Emmanuel von Ketteler, die Protestanten Lorenz von Stein und Rudolf Todt. Gemeinsames Ziel war die Bekämpfung des Pauperismus, welcher durch den Zuzug der Landbevölkerung in die Industriestädte sowie ihre dortige Ausbeutung zu Beginn der Industrialisierung entstanden war. Im Gegensatz zu den Sozialisten räumten sie dem Staat eine bedeutende Rolle in der Armutsbekämpfung ein.

## Heutige Entwicklung (21. Jahrhundert)
Daran knüpfen auch gegenwärtige sozialkonservative Überlegungen an, die versuchen, die soziale Frage unter der Globalisierung durch staatliche Fürsorge und einen starken Sozialstaat zu beantworten. Begründet wird dies unter anderem mit dem Anspruch, dadurch das Gesellschaftsgefüge durch Verminderung der „Unterschiede zwischen Arm und Reich“ zusammenzuhalten.